# Ad-Dāliʿ
Ad-Dāliʿ (auch ad Dhale, Dhale, Dhala, Dhalie oder ad-Dali geschrieben; arabisch الضالع, DMG aḍ-Ḍāliʿ) ist die Hauptstadt des gleichnamigen Gouvernements ad-Dāliʿ im Südwesten des Jemen. Die Einwohnerzahl der Stadt belief sich bei der Volkszählung im Jahr 2004 auf 18.352 Personen.

## Lage und Verkehr
Ad-Dāliʿ liegt auf einer Höhe von etwa 1500 Meter im gebirgigen Inneren des Landes, nördlich der Küstenebene von Aden. Aufgrund der Höhe hat es ein eher kühles Klima mit kalten Nächten im Winter. Es liegt an der Verbindungsstraße zwischen den beiden wichtigsten Städten des Landes: Aden im Süden und die Hauptstadt Sanaa im Norden.

## Geschichte
Die Stadt ad-Dāliʿ war die Hauptstadt des Emirates Dhala und von Maflahi. Während des Huthi-Konflikts kam es im Jahr 2015 zu einer bedeutenden Schlacht zwischen den Huthis und der Armee des Jemen, die letztere gewann. Die Schlacht dauerte 2 Monate.